# Вильгельмсру

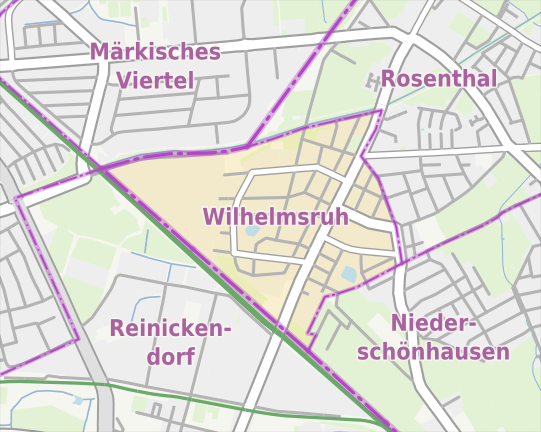
Районы вокруг Вильгельмсру

Ви́льгельмсру (нем. Wilhelmsruh) — район Берлина в составе укрупнённого северо-восточного административного округа — Панков. До административной реформы 2001 года Вильгельмсру входил в состав прилегающего района Розенталь.

## Расположение
Район Вильгельмсру расположен в западной части округа Панков. Внутри своего округа Вильгельмсру граничит с двумя районами: Нидершёнхаузен и Розенталь. Кроме того, этот район соседствует с административным округом Райниккендорф.

## История

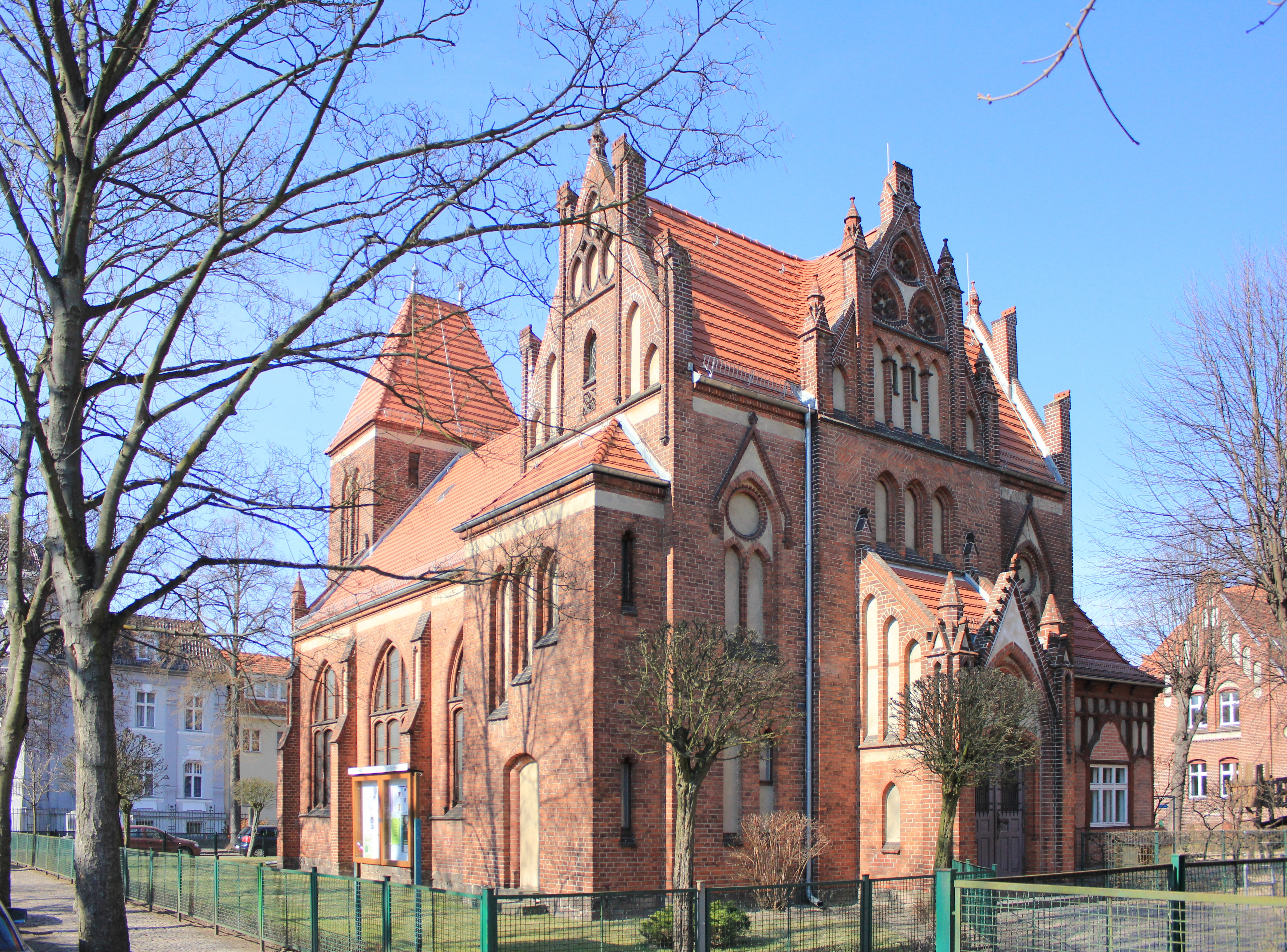
Церковь Лютера с домом пастора (1905-1907)

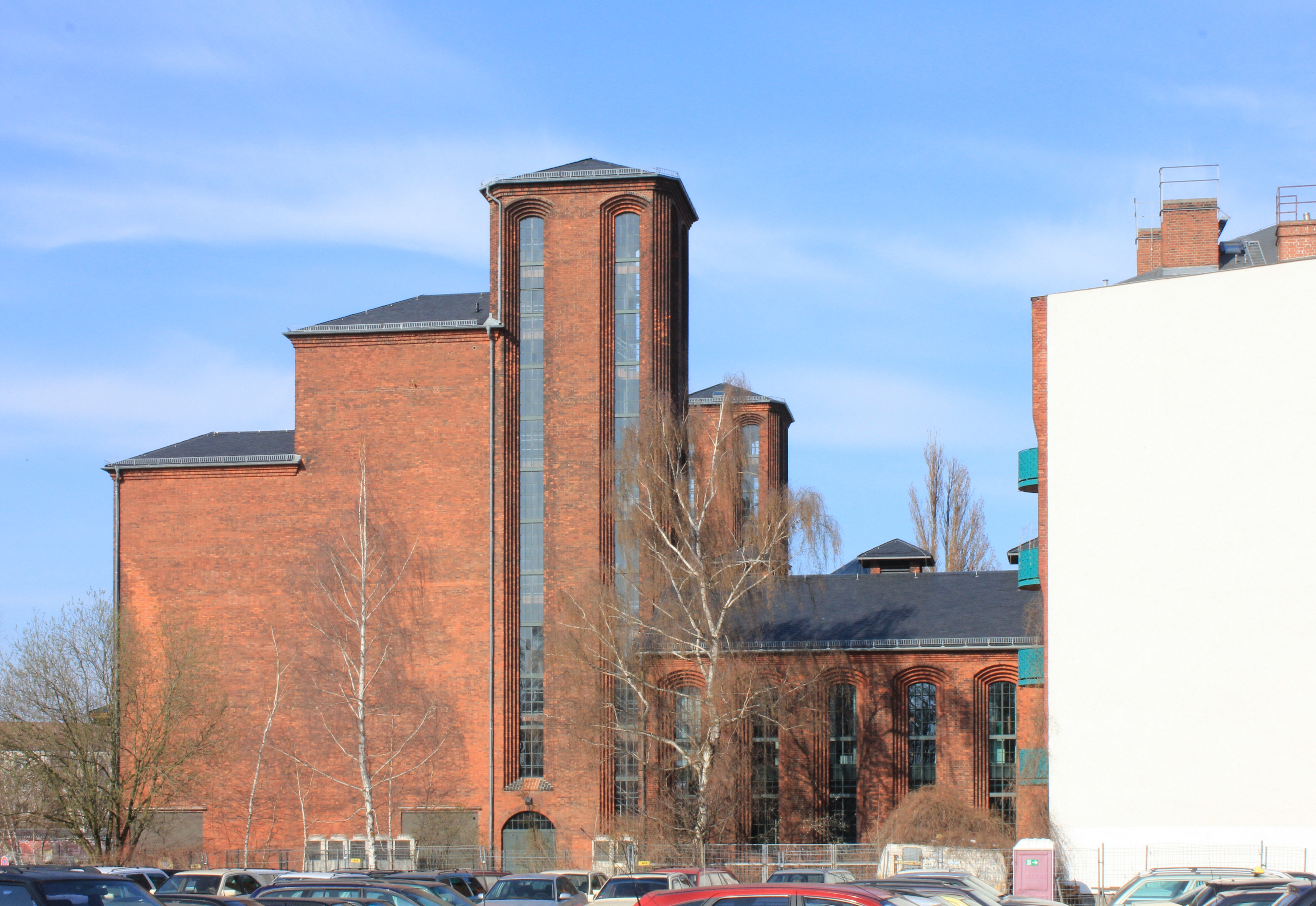
Трансформаторная подстанция (1925-1927)

Озеро в Вильгельмсру. Фото 2018 года

Современная главная улица района — Хауптштрассе (нем. Hauptstraße) известна с давних времён как просёлочная дорога, соединяющая соседние селения Райникендорф, Вильгельмсру и Розенталь.
Появившаяся в 1892 году карта обозначала сельский характер этой местности. Единственным транспортом была пригородная железная дорога, действующая на этом участке с 1877 года как часть протяжённой прусской северной железнодорожной линии.
На рубеже XIX и XX веков здесь появилась колония загородных домов (нем. Landhauskolonie)), по документам лютеранской общины датированная 1893 годом.
В середине 1920-х годов была построена электрическая подстанция необходимая для расширявшейся индустрии и возросшего числа жителей района.
Рост населения района
- 1900 год: 0636 число жителей
- 1902 год: 1125 число жителей
- 1905 год: 2685 число жителей
- 1906 год: 2885 число жителей
- 1908 год: 3600 число жителей
- 1938 год: 5103 число жителей
- 1949 год: 6148 число жителей
- 1970 год: ок. 8000 число жителей
- 2003 год: ок. 9000 число жителей

В результате строительства берлинской стены в августе 1961 года район Вильгельмсру стал почти анклавом, так как с нескольких сторон оказался отрезанным от прежнего транспортного сообщения с соседним западным Берлином. До падения стены добраться сюда можно было только на автобусе из Панкова.
В настоящее время район активно включается в общие социальные инициативы округа Панков.

## Транспорт района

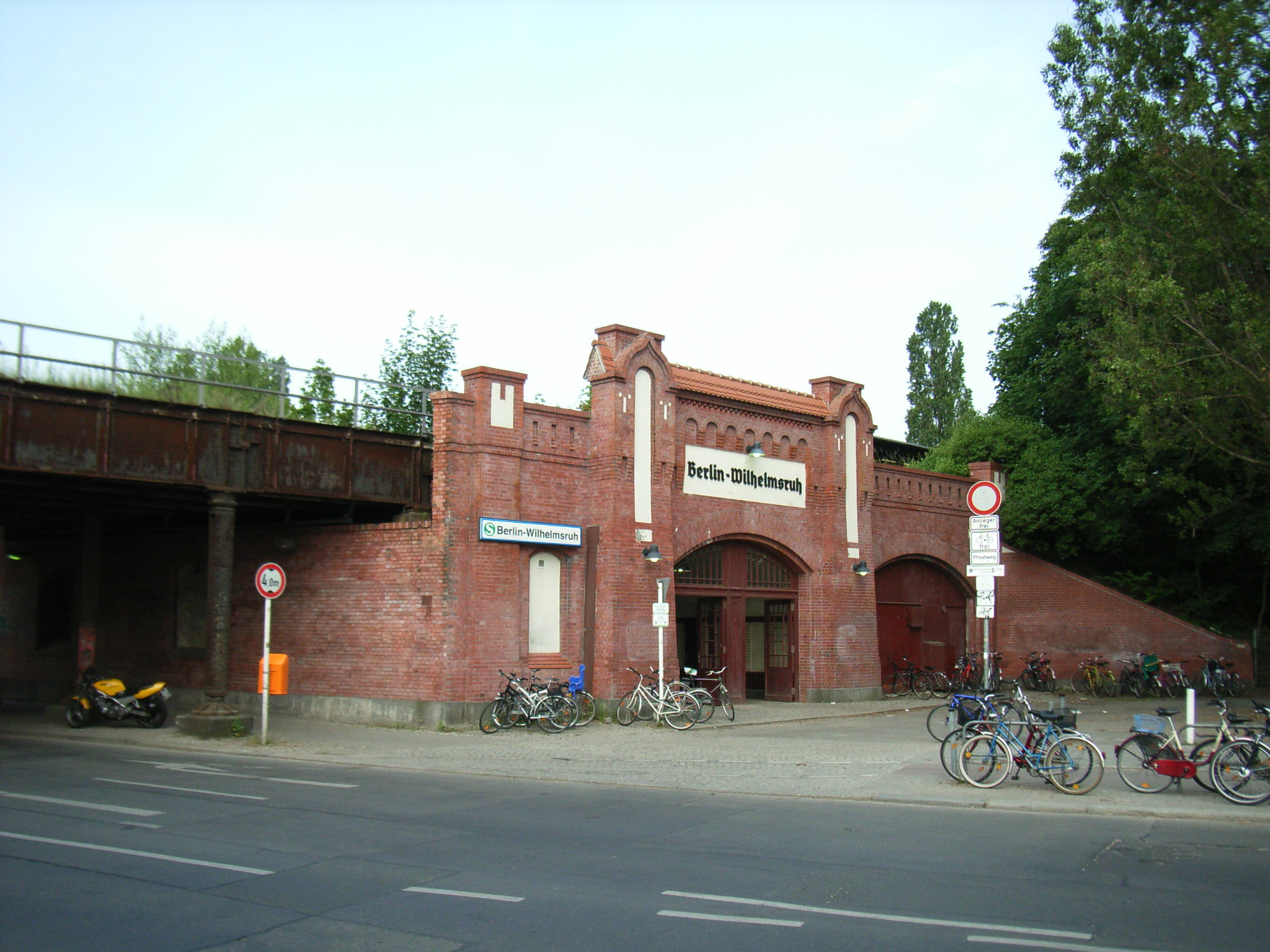
«Вильгельмсру» станция электрички. Фото 2006 года

К городскому общественному транспорту в районе Вильгельмсру относятся:
- линии S1 и S85 берлинской городской электрички — S-Bahn (сокращение от нем. Schnellbahn),
- Автобусные маршруты 122 и 155.